# Иваненко, Пётр
Пётр или Петрик Иваненко (укр. Петро Іваненко) — малороссийский запорожский казак, получивший от Османской империи (Турции) земли и гетманские бразды правления в Едисанской орде под протекцией крымских ханов.
Настоящее имя  Петрика было Пётр Иванович, а Петрик было его прозвище, то есть уменьшительное от имени Пётр. Родственник генерального писаря Кочубея, женатый на его племяннице. В январе 1696 года его убил казак Вечорка.

## Биография
Место рождения неизвестно. Предположительно, Петрик родился на Полтавщине (уроженец Полтавы), так как там жили его родственники.
Рано осиротел, жил некоторое время при школе, затем обучался в Киевской коллегии. Служил канцеляристом в Главной войсковой канцелярии гетмана Войска Запорожского Ивана Мазепы. В 1691 (1692) году подался в Запорожье (бежал в Запорожскую Сечь с важными бумагами, украденными из войсковой канцелярии), где стал войсковым писарем, стал возмущать казаков против гетмана Войска Запорожского Мазепы. 23 апреля 1692 года в сопровождении 60 казаков выступил в Казикермень, где 26 мая, притязая на гетманские бразды правления, заключил Вечный мир от имени Войска Запорожского с Крымским ханством. После этого Иваненко поднял восстание против России, переехав из Казикермени в Перекоп. В июле 1692 года был выбран своими сторонниками гетманом Войска Запорожского и начал с помощью Крымского ханства вести войну против гетмана Войска Запорожского Мазепы (походы 1692, 1693, 1694 и 1696 годов). Однако поднять общее восстание Петрик так и не смог, так как казаков имел всего около 500 человек, а потому мог вести только локальные действия. В ЭСБЕ сказано что, набрав до 500 сторонников против Мазепы и подняв крымских татар, он двинулся на малороссийские города, но всюду встречал сопротивление и в конце года был покинут казаками.
По данным Д. Н. Бантыш-Каменского и Н. И. Костомарова, был убит в феврале 1696 года. Однако в некоторых документах упоминается как живший в Молдавии еще в 1708 — 1710 годах. В 1696—1709 годах (с перерывами) был гетманом запорожских казаков в Едисанской орде (ныне часть Украины и Приднестровья между Южным Бугом и Днестром), которая принадлежала Крымскому ханству.